# NNZ-2591
NNZ-2591是一种有机化合物，化学式为C10H14N2O2，它是环(甘氨酸-脯氨酸)二肽的类似物，作为治疗安格曼症候群、Phelan-McDermid综合症、Pitt Hopkins综合症和普瑞德威利症候群的药物而开发。